# Isabel Mendes da Cunha
Isabel Mendes da Cunha, também conhecida como "Isabel das Bonecas" (Itinga,  1924 – Ponto dos Volantes, 30 de outubro de 2014) foi uma artista plástica, ceramista e escultora brasileira.
Dona Isabel foi uma das mais conhecidas artistas populares do país no século XX. Foi a criadora das famosas noivas de cerâmica que hoje caracterizam a cultura popular do Vale do Jequitinhonha.
Seu contato com a argila, matéria-prima de sua arte, se deu ainda quando criança. Cuidava dos irmãos menores para que sua mãe fizesse utensílios de cerâmica que complementavam a renda da família. Aprendeu o ofício da cerâmica com sua mãe, seguindo a tradição da propagação deste saber cultural  comumente desempenhado pelas mulheres em culturas indígenas e africanas. Em pequena subtraía nacos de cerâmica que sua mãe preparava para fazer bonecas, ainda toscas, para brincadeira.
Isabel enviuvou muito cedo, e encontrou na cerâmica sua fonte de sustento para si e seus quatro filhos. No início produzia panelas, moringas, pratos e artefatos de barro com função utilitária. Pouco a pouco sofisticou as panelas que vendia nas feiras e foi se tornando famosa pela singularidade de suas obras de argila.
Em meio à produção funcional de objetos utilitários surge uma produção paralela, mais sofisticada, que resgata a ludicidade das bonecas que produzia na infância. Desenvolveu sua arte de fazer bonecas de cerâmica ao longo de 60 anos, em Ponto dos Volantes.
Isabel ficou conhecida como "Bonequeira do Vale do Jequitinhonha", seu trabalho ultrapassou as fronteiras de seu estado, Minas Gerais, e ganhou o mundo. Suas esculturas chegaram ao preço de cinco mil reais no mercado de arte.
Em 2004 Dona Isabel ganhou em primeiro lugar o prêmio UNESCO de artesanato para a América Latina e Caribe, a Ordem do Mérito Cultural (Ministério da Cultura do Brasil, 2005); e o Prêmio Culturas Populares (Ministério da Cultura do Brasil, 2009) 
Vários habitantes de Santana do Araçuaí, cidade onde residiu desde a juventude, também seguem seus passos.
Em 2007, deu uma entrevista ao Museu da Pessoa, descrevendo as dificuldades sofridas em sua vida e também fornecendo a motivação iniciar no mundo da cerâmica até se tornar uma grande artista nesse segmento e adquirir seu título de "Isabel das Bonecas".
"Meu pai ponhava os filhos maior e levava lá para roça para ajudar ele a trabalhar na roça e eu era mais pequena sete anos há oito anos e eu ficava pra olhar aqueles meninos de colo que a minha mãe criava para ela poder trabalhar. Eu tinha muita vontade de brincar com boneca, eu via falando em boneca, mas eu não sabia como é que era. Essas bonecas que hoje em dia tem de plástico, louça, massa, de tudo que tem, esses tempos lá pra roça pra gente não aparecia e nem via falar nisso. Eu via falar em boneca eu ponhava era sabugo de milho e falava que era boneca, eu falava que boneca deve ser assim. Eu via a minha mãe mexendo fazendo barro, puxava assim, levantando aquelas vasilhas e aí eu  falava assim eu vou fazer umas bonequinhas de barro para mim brincar e eu ia fazer aquelas bonequinhas pequenininha".— Isabel Mendes da Cunha Em entrevista ao Museu da Pessoa